# Cliff Bleszinski
Clifford Michael Bleszinski, detto Cliff Bleszinski (North Andover, 12 febbraio 1975), è un imprenditore ed autore di videogiochi statunitense di origini polacche.
È principalmente ricordato per i suoi trascorsi in Epic Games, dove ha collaborato alla realizzazione delle serie di Unreal e Gears of War.

## Carriera
Cliff Bleszinski ha lavorato in Epic Games dal 1993 al 2013, divenendone l'autore principale durante la metà degli anni duemila; tra i suoi lavori più importanti si ricordano le serie di Unreal e Gears of War.
Nel 2013 ha fondato Boss Key Productions insieme all'amico Arjan Brussee; tuttavia, lo studio è stato chiuso nel 2018 a causa delle poche vendite.